# Open Media Framework Interchange
L'Open Media Framework (OMF) ou Open Media Framework Interchange (OMFI) est un format de fichier non tributaire du type de plate-forme. Il permet de transférer des médias numériques (vidéo, audio, graphisme, animation) tout en y ajoutant des informations de traitements.
On dit que les fichiers sont encapsulés dans le fichier OMFI qui les contient.
Les fichiers au format WAVE ou Broadcast Wave Format (BWF), sont lisibles par quasiment toutes les applications qui prennent en charge le son.